# Cañada Vellida
Cañada Vellida is een gemeente in de Spaanse provincie Teruel in de regio Aragón met een oppervlakte van 23,30 km². Cañada Vellida telt 35 inwoners (1 januari 2016).

## Demografische ontwikkeling
Bron: INE, 1857-2011: volkstellingen